# Amblyseius tsugawai
Amblyseius tsugawai är en spindeldjursart som beskrevs av Ehara 1959. Amblyseius tsugawai ingår i släktet Amblyseius och familjen Phytoseiidae. Inga underarter finns listade i Catalogue of Life.